# Алгонкински езици
Алгонкинските езици са група езици, говорени от коренното население в Северна Америка, класифицирани като подсемейство на Алгското езиково семейство. Ареалът, който заемат, се простира в широк диапазон от Скалистите планини до Атлантическия океан.

## Класификация
Алгонкинското езиково семейство има около 30 езика разделени в три клона по географски принцип – Източни, Централни и Равнинни. От тях само източната група е генетично свързана.
Класификация на Айвис Годард (1996 г. Подкрепена от Митун и Кембъл)
Източни Алгонкини-17 езика
1. Микмак

Подгрупа Абенаки
2. Източни Абенаки - Пенобскот, Каниба (Кенебек), Арусагунтакук, Пигуакет
3. Западни Абенаки - Пенакук, Сококи, Ковасук, Мисиско
4. Малесит-Пасамакуоди
5. Етчемин
Подгрупа Южна Нова Англия
6. Масачузет
- Нотр Дам
- Натик-Нипмук
- Уампаноаг
- Ноусет
- Ковесит

7. Нарагансет
8. Лу А
9. Лу В
10. Мохеган-Пекуот-Монтаук
- Мохеган
- Пекуот
- Ниантик
- Монтаук
- Шинекок
- Манхасет

11. Куирипи-Наугатук-Ункуачог
Подгрупа Делавари
12. Мохикани
- Стокбридж
- Моравци

Делавари
13. Мънси (Уапинга, Западни Метоаки, Есопус, Покомтук, Матабесик)
14. Унами - северни, южни и Уналактико
15. Нантикок
- Нантикок
- Пискатауей (Коной)
- Чоптанк

16. Поухатан или Вирджински Алгонкини
17. Каролински Алгонкини
Централни Алгонкини-7 езика
1. Крии-Монтанаи
- Крии

- - Прерийни
  - Уестърн уудс Крии
  - западни Суомпи Крии
  - източни Суомпи Крии и Муус Крии
  - Атикамеку (Тет де бол)
- Монтанаи-Наскапи
  - източни Крии
  - североизточни
  - югоизточни
  - Наскапи
  - Монтанаи

2. Меномини
Подгрупа източни Големи Езера
Група Анишинабе
3. Оджибуей
Северен клон
- Алгонкин
- Анишинини (северни Оджибуей)

Южен клон
- Салтьо (прерийни, западни Оджибуей)
- Мисисауга (източни Оджибуей)
- Чипеуа (югозападни Оджибуей)
- Отава
- Северозападни Оджибуей
- Ниписинг

4. Потауатоми
5. Фокс-Саук-Кикапу
- Фокс
- Сауки
- Кикапу
- Маскутен

6. Шоуни
7. Майами-Илинойс
- Майами
- Илинойс
- Пеориа
- УЕА

Равнинни Алгонкини-3 езика
1. Чернокраки (Сиксика, Кайна, Пиеган)
2. Арапахо-Ацина
- Арапахо
- Ацина
- Бесавунена
- Наватинехена
- Хаанахавунена

3. Шайени
- Шайени
- Сутаийо